# 洛蕾塔·麦克尼尔
洛蕾塔·麦克尼尔（英語：Loretta McNeil，1907年1月10日—1988年2月24日），美国女子田径运动员，主攻短跑。她曾代表美国参加1928年夏季奥林匹克运动会田径比赛，获得女子4×100米接力银牌。